# Pancake (obiettivo)

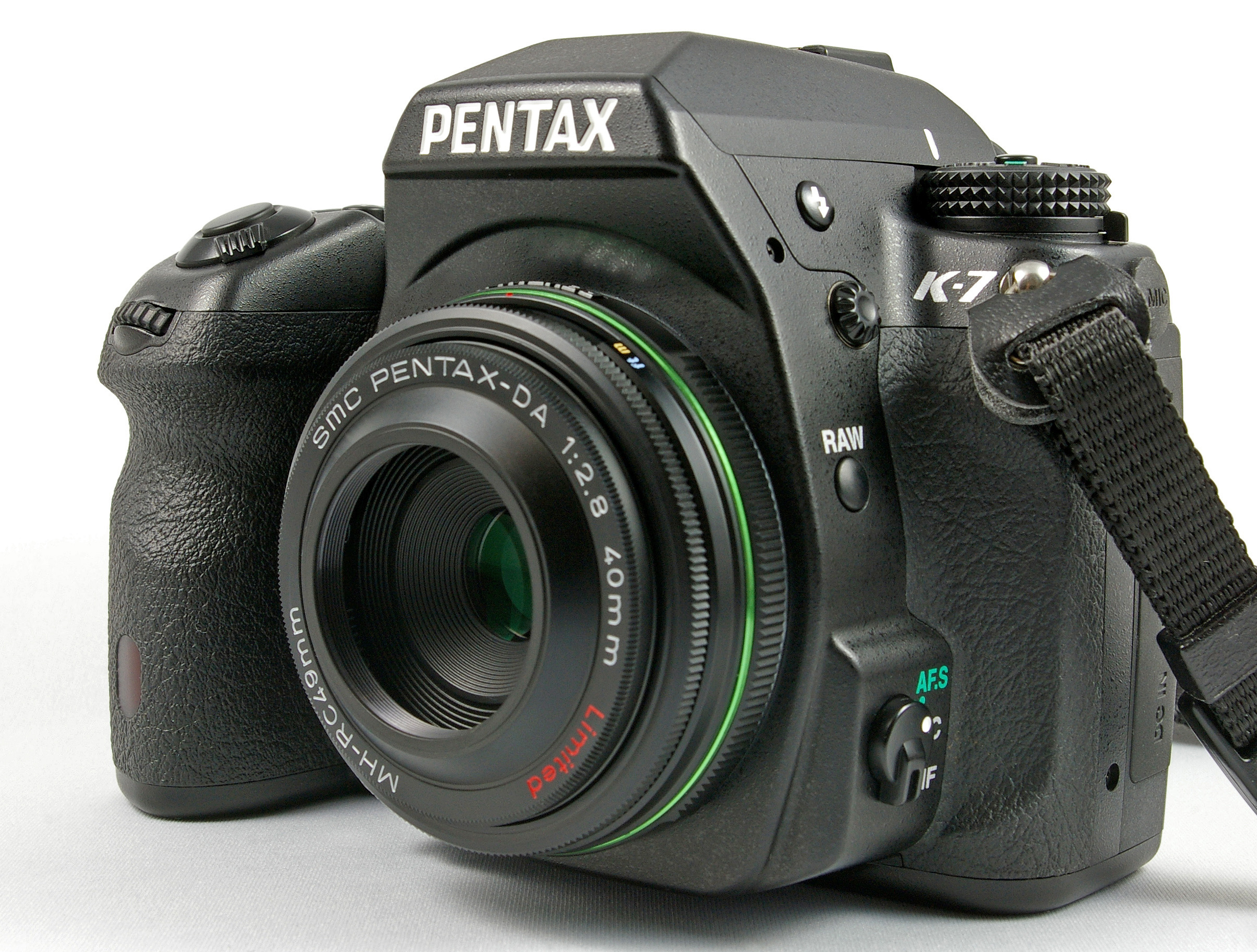
Una SLR Pentax con un obiettivo pancake

Un pancake è un obiettivo molto compatto, generalmente dotato di schema Tessar a 4 lenti o eccezionalmente a 5 lenti, di focale prossima a quella standard. Il primo fu lo Zeiss Tessar del 1902.
Gli obiettivi pancake sono apprezzati soprattutto perché forniscono ottiche di buona qualità in un volume compatto. Il gruppo fotocamera e obiettivo che ne deriva può risultare abbastanza piccolo da essere tascabile, una caratteristica di progettazione che di solito non è praticabile con i corpi macchina e gli obiettivi SLR comuni. Gli obiettivi pancake riescono ad essere molto corti e piatti perché non necessitano di grandi aggiustamenti ottici, ovvero di elementi ottici aggiuntivi.
Quasi tutte le case principali di macchine fotografiche, tra cui Zeiss Tessar, Nikkor, Zuiko. Olympus, Panasonic, Pentax, Canon, Fujifilm producono una serie di obiettivi definiti pancake di diverse focali.

## Galleria d'immagini

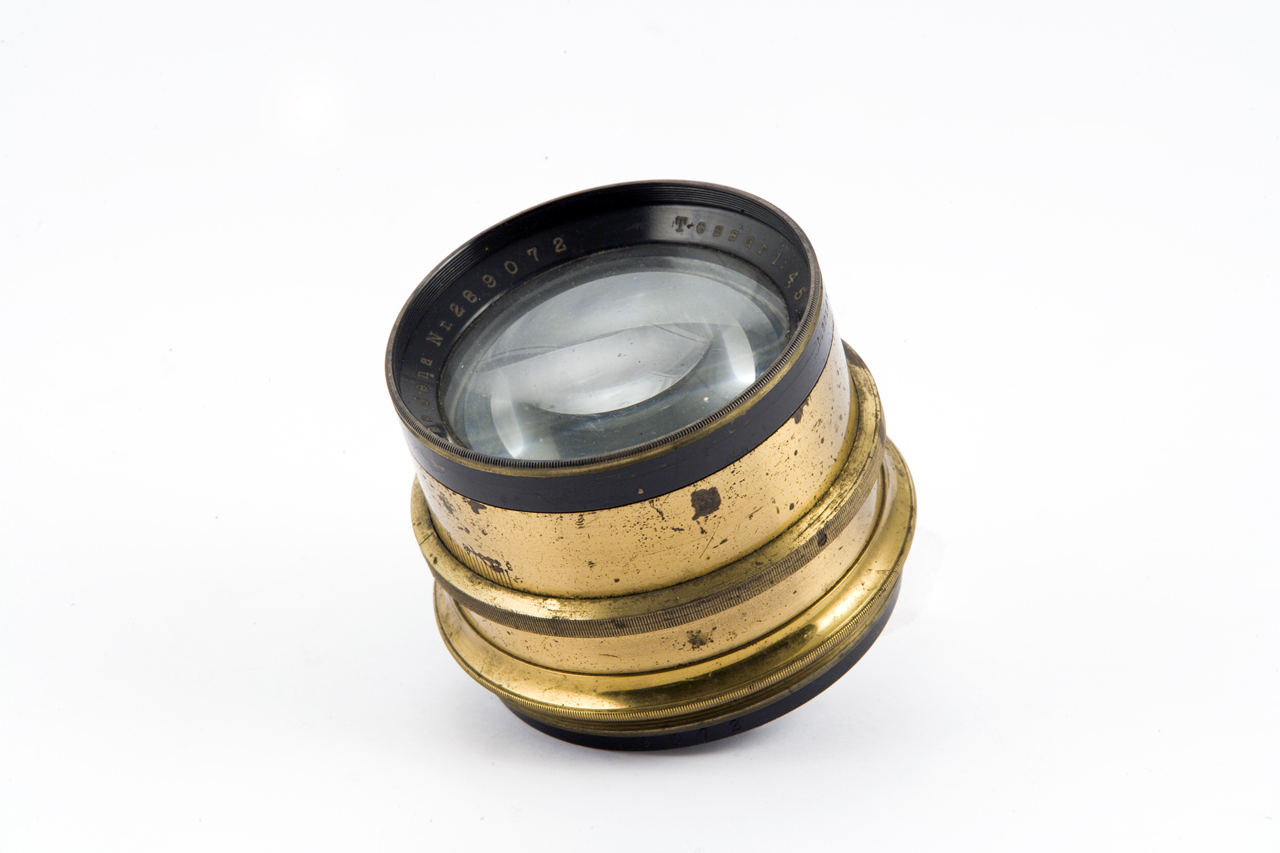
Zeiss Tessar 45 F4.5 (1917 circa)
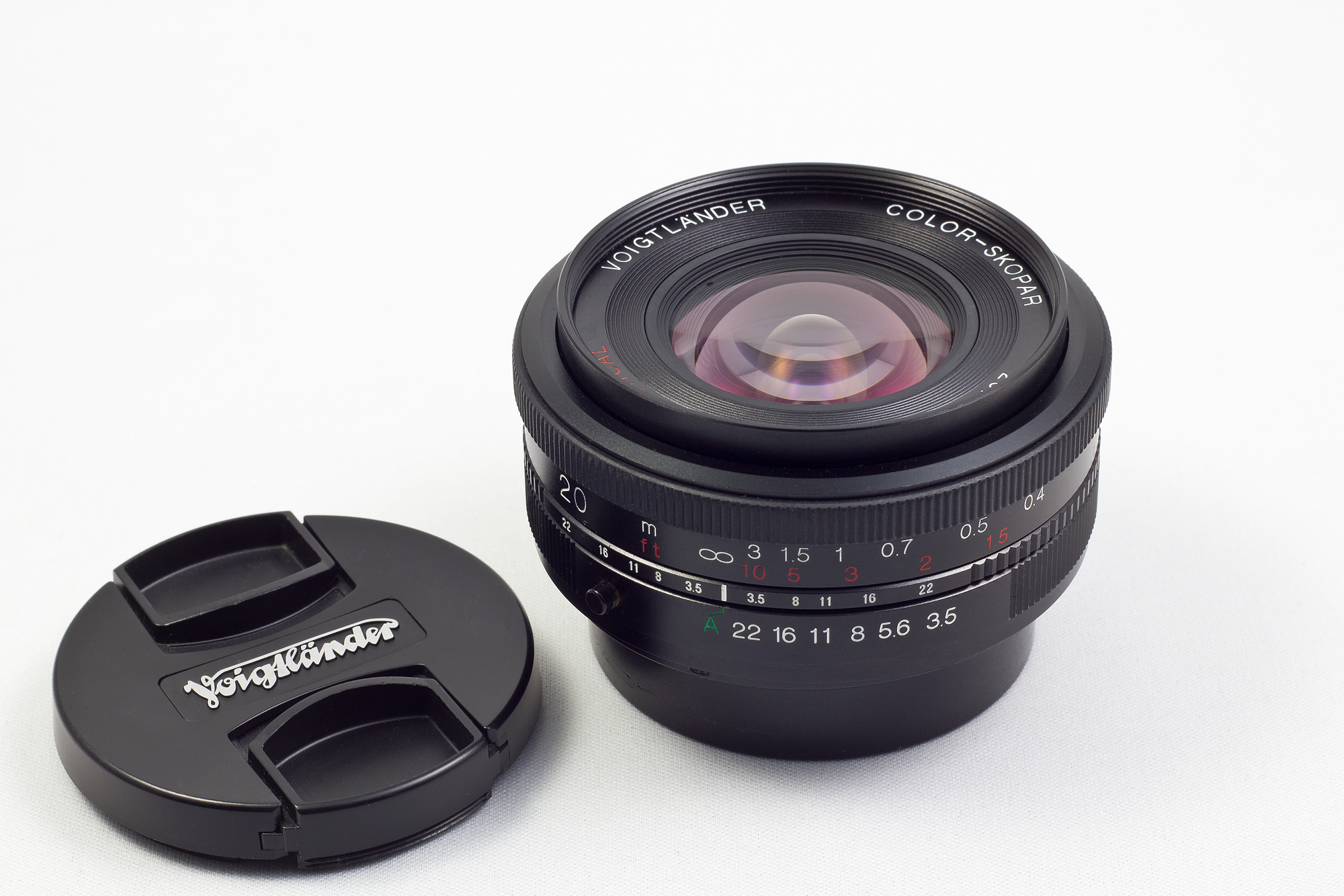
Voigtländer 20 F3.5 Color Skopar SL II
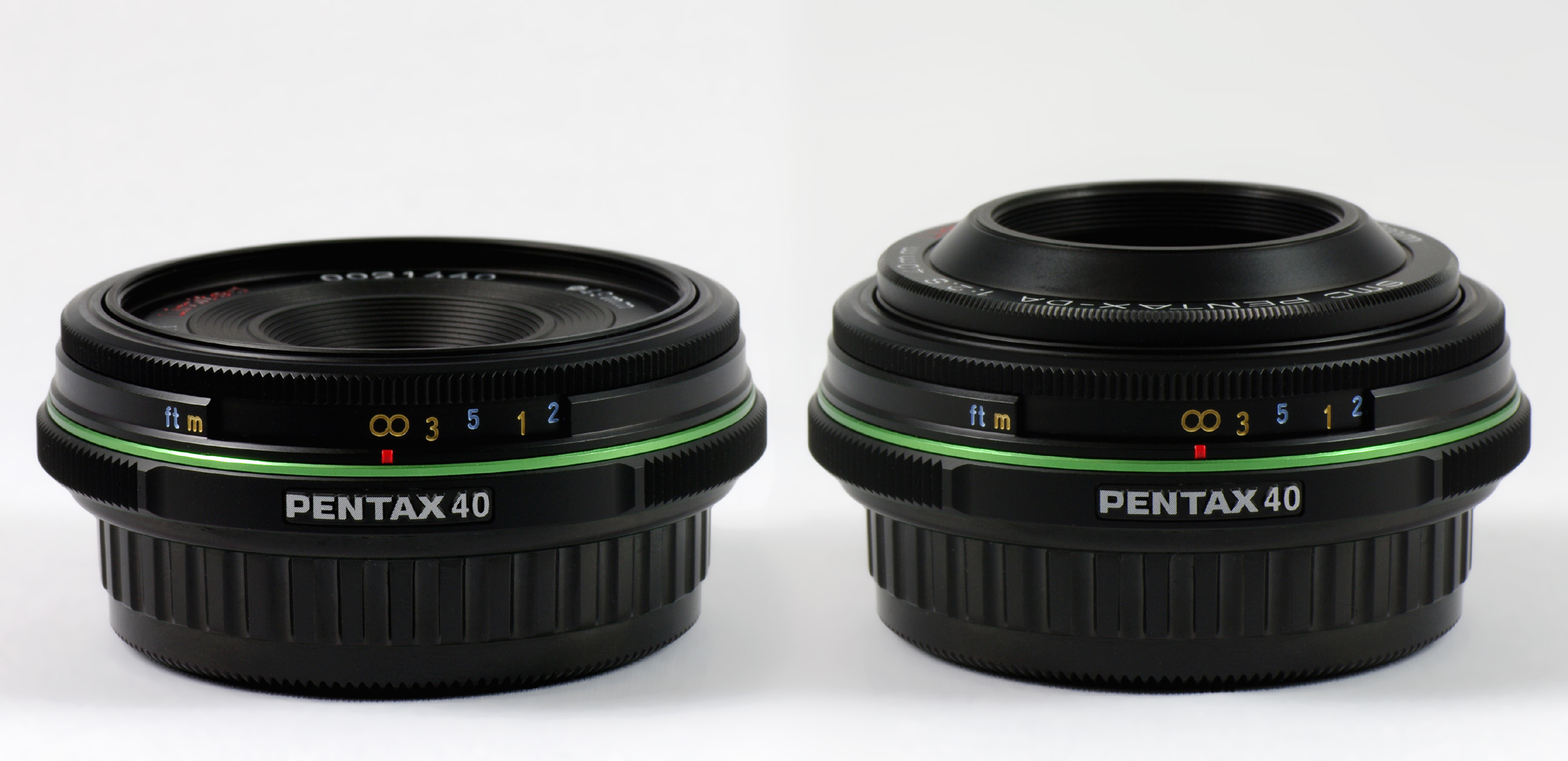
SMC Pentax-DA 40mm F2.8 Limited - più basso del suo tappo posteriore